# Lucia Stecher
Lucía Eugenia Stecher Guzmán  (Chile, siglo XX) es una mujer chilena, doctora en literatura chilena e hispanoamericana

## Biografía
Obtuvo su grado universitario en 1996 en la Universidad de Chile. En 2007 se doctoró en Literatura chilena e hispanoamericana por la misma universidad.  Es académica del Centro de Estudios Culturales Latinoamericanos de la Facultad de Filosofía y Humanidades de Chile.
Su investigación se centra en la literatura latinoamericana y caribeña, la escritura de mujeres, y la producción intelectual afrocaribeña y la negritud.
Ha participado en diversos proyectos de investigación nacionales e internacionales, como Clacso. Ha sido investigadora responsable del proyecto Fondecyt “Constitución de autorías femeninas en el campo literario del Caribe Hispánico: 1830 a 1945”. Ha participado en seminarios sobre literatura caribeña contemporánea, sobre literatura hispanoamericana del siglo XIX, y sobre escritura de mujeres de fines del XIX y principios del XX.  Esta académica, junto con Elena Oliva y con Claudia Zapata han trabajado el pensamiento intelectual desarrollado en la literatura de América Latina.

## Obras
Ha realizado numerosas publicaciones entre artículos, capítulos de libro y libros, destacando:
- Aimé Césaire desde América Latina. Diálogos con el poeta de la negritud. Santiago de Chile: Ediciones Facultad de Filosofía y Humanidades, Universidad de Chile, 2010. Elena Oliva, Lucía Stetcher y Claudia Zapata.[7]
- Frantz Fanon desde América Latina. Lecturas contemporáneas de un pensador del siglo XX, Ediciones Corregidor, Serie Contemporáneos, Buenos Aires, 2013, editado junto a Claudia Zapata y Elena Oliva.[8]
- El lugar de África en el pensamiento anticolonial de George Lamming y Kamau Brathwaite. En Pizarro, Ana y Carolina Benavente, orgs. África/América: literatura y colonialidad. Santiago de Chile: FCE, 2014.[2][9]
- Dos estallidos paralelos y un universo que se curva: encuentros y desencuentros entre el Caribe e Hispanoamérica. Revista Casa de las Américas Nº 277, octubre-diciembre 2014, Pp. 120-130.[10]
- Narrativas migrantes del Caribe: Michelle Cliff, Edwidge Danticat y Jamaica Kincaid. Buenos Aires: Ediciones Corregidor. Colección Nueva Crítica, 2016.[11]
- Escenas de amistad femenina en Luz y sombra de Ana Roqué y Las memorias de Mamá Blanca de Teresa de la Parra: pensar y definir el yo en la intimidad  Anales de Literatura Hispanoamericana. Vol. 45, 2016, junto a Natalia Cisterna.[12]
- La máscara del deseo interracial: Fanon y Capécia" [13]
- Heraldo de la Mujer en Ana Roqué: estrategias de posicionamiento en la lucha sufragista puertorriqueña. Año 2019.[14] Lucía Stecher y Natalia Cisterna Jara.